# Benjamin Kanes
Benjamin Kanes (* 25. März 1977 in Haverford, Pennsylvania) ist ein US-amerikanischer Schauspieler und Filmschaffender.

## Leben
Kanes wurde am 25. März 1977 in Haverford geboren. Ab 2003 begann er, erste Rollen in Film- und Serienproduktionen zu übernehmen. Eine Nebenrolle übernahm er 2007 in My Blueberry Nights als Randy. 2010 folgten Besetzungen in den Spielfilmproduktionen Männertrip und Die etwas anderen Cops. 2013 war er unter anderem im Film Broken City und einer Episode der Fernsehserie Do No Harm zu sehen. 2014 hatte er mit der Rolle des Keating eine größere Besetzung im Tierhorrorfilm Piranha Sharks inne. Im selben Jahr spielte er im Film Birdman oder (Die unverhoffte Macht der Ahnungslosigkeit) mit. 2015 verkörperte er im Horrorfilm The Visit die Rolle des Corin. 2017 folgten Besetzungen in Bloodrunners und im Kurzfilm Mr. Richardson.
Seit 2005 tritt Kanes auch als Filmschaffender in Erscheinung. So fungierte er unter anderen im Tierhorrorfilm Piranha Sharks als Filmproduzent. Ab demselben Jahr bis einschließlich 2016 fungierte er in der Serie Stay Regular als Produzent, Regisseur, Drehbuchautor und Filmeditor in 26 Episoden. In denselben Funktionen trat er 2016 außerdem in sechs Episoden der Fernsehserie Nibbles by ‘Nic Kitchen Tips’ in Erscheinung. 2017 war er als Produzent, Regisseur, Drehbuchautor und Filmeditor in 20 Episoden der Fernsehserie Meet the ASCAP Board tätig.

## Filmografie (Auswahl)

### Schauspiel
- 2003: Scary Tales: The Return of Mr. Longfellow
- 2005: Catalyst: Izzy (Kurzfilm)
- 2005: He Got Billz (Kurzfilm)
- 2006: Bacterium
- 2007: My Blueberry Nights
- 2008: Corporate Affairs
- 2009: Michael & Michael Have Issues (Fernsehserie, Episode 1x07)
- 2009: The Seduction of Eve (Kurzfilm)
- 2010: Männertrip (Get Him to the Greek)
- 2010: Die etwas anderen Cops (The Other Guys)
- 2011: Blink (Kurzfilm)
- 2011: El Caballero (Kurzfilm)
- 2012: Benny the Bum
- 2013: Broken City
- 2013: Do No Harm (Fernsehserie, Episode 1x06)
- 2013: The Penny Dreadful Picture Show
- 2014: Assumption of Risk
- 2014: Birdman oder (Die unverhoffte Macht der Ahnungslosigkeit) (Birdman or (The Unexpected Virtue of Ignorance))
- 2014: Space Dogs
- 2014: Have You Seen Enough?
- 2014: Piranha Sharks
- 2015: The Visit
- 2017: Bloodrunners
- 2017: Mr. Richardson (Kurzfilm)

### Filmschaffender
- 2005: Catalyst: Izzy (Kurzfilm; Regie, Drehbuch)
- 2014: Assumption of Risk (Produzent)
- 2014: See Through: The Work of Oil Painter Anna Fox Ryan (Dokumentation; Produktion, Regie, Drehbuch, Filmschnitt)
- 2014: Community Starts at Home (Dokumentation; Produktion, Regie, Drehbuch, Filmschnitt)
- 2014: Piranha Sharks (Produktion)
- 2014–2016: Stay Regular (Fernsehserie, 26 Episoden, Produktion, Regie, Drehbuch, Filmschnitt)
- 2015: Beyond the Breaker: Documentary Series (Fernsehserie, Episode 1x04; Produktion)
- 2016: Operation Toy Drop: The US Army You Don’t Know (Dokumentation; Produktion, Regie, Filmschnitt, Kamera)
- 2016: Nibbles by Nic 'Kitchen Tips' (Fernsehserie, 6 Episoden; Produktion, Regie, Drehbuch, Filmschnitt)
- 2017: Mr. Richardson (Kurzfilm; Produktion)
- 2017: Meet the ASCAP Board (Fernsehserie, 20 Episoden; Produktion, Regie, Filmschnitt, Kamera)
- 2020: The ASCAP Foundation Honors 2020: A Virtual Event (Fernsehspezial; Produktion, Regie, Drehbuch, Filmschnitt, Kamera)
- 2021: Ronald McDonald House 2021 Virtual Gala (Fernsehspezial; Produktion, Drehbuch, Filmschnitt, Kamera)